# Guisande (Santa Maria da Feira)
Guisande é uma localidade portuguesa do Município de Santa Maria da Feira que foi sede da extinta Freguesia de Guisande, freguesia que tinha 4,37 km² de área e 1 237 habitantes (2011), e, por isso, uma densidade populacional de 283,06 hab/km².
A Freguesia de Guisande foi extinta (agregada) pela reorganização administrativa de 2012/2013, tendo o seu território sido agregado ao das Freguesias de Lobão, deGião e de Louredona para criar a União das Freguesias de Lobão, Gião, Louredo e Guisande.

## População
| Número de habitantes residentes | Número de habitantes residentes | Número de habitantes residentes | Número de habitantes residentes | Número de habitantes residentes | Número de habitantes residentes | Número de habitantes residentes | Número de habitantes residentes | Número de habitantes residentes | Número de habitantes residentes | Número de habitantes residentes | Número de habitantes residentes | Número de habitantes residentes | Número de habitantes residentes | Número de habitantes residentes |
| ------------------------------- | ------------------------------- | ------------------------------- | ------------------------------- | ------------------------------- | ------------------------------- | ------------------------------- | ------------------------------- | ------------------------------- | ------------------------------- | ------------------------------- | ------------------------------- | ------------------------------- | ------------------------------- | ------------------------------- |
| 1864                            | 1878                            | 1890                            | 1900                            | 1911                            | 1920                            | 1930                            | 1940                            | 1950                            | 1960                            | 1970                            | 1981                            | 1991                            | 2001                            | 2011                            |
| 529                             | 456                             | 559                             | 540                             | 606                             | 648                             | 719                             | 820                             | 903                             | 1 029                           | 1 066                           | 1 226                           | 1 434                           | 1 474                           | 1 237                           |

| Distribuição da População por Grupos etários | Distribuição da População por Grupos etários | Distribuição da População por Grupos etários | Distribuição da População por Grupos etários | Distribuição da População por Grupos etários | Distribuição da População por Grupos etários | Distribuição da População por Grupos etários | Distribuição da População por Grupos etários | Distribuição da População por Grupos etários | Distribuição da População por Grupos etários |
| -------------------------------------------- | -------------------------------------------- | -------------------------------------------- | -------------------------------------------- | -------------------------------------------- | -------------------------------------------- | -------------------------------------------- | -------------------------------------------- | -------------------------------------------- | -------------------------------------------- |
| Ano                                          | 0-14 Anos                                    | 15-24 Anos                                   | 25-64 Anos                                   | > 65 Anos                                    |                                              | 0-14 Anos                                    | 15-24 Anos                                   | 25-64 Anos                                   | > 65 Anos                                    |
| 2001                                         | 292                                          | 251                                          | 770                                          | 161                                          |                                              | 19,8%                                        | 17,0%                                        | 52,2%                                        | 10,9%                                        |
| 2011                                         | 170                                          | 169                                          | 686                                          | 212                                          |                                              | 13,7%                                        | 13,7%                                        | 55,5%                                        | 17,1%                                        |

## Património
- Igreja Matriz
- Capela do Viso
- Capelinha do Senhor do Bonfim (Reguengo)
- Casa da Quintão (Outeiro)
- Casa do Loureiro (Barrosa)
- Casa do Moreira (Igreja)
- Casa Almeida (Cimo de Vila)
- Casa do Souto (Casaldaça)
- Casa Santiago (Quintães)
- Casa do Bacêlo (Fornos)
- Casa do Sr. Gomes (Reguengo)
- Cruzeiro (Igreja)
- Alminhas (Igreja, Cimo de Vila, Estôse, Casaldaça)
- Escola Primária do Viso
- Residencial do Padre Francisco Gomes Oliveira (Igreja)

## Lugares
- Igreja
- Quintães
- Viso
- Cimo de Vila
- Outeiro
- Estôse
- Pereirada
- Leira
- Gândara
- Casaldaça
- Lama
- Fornos
- Barrosa
- Reguengo

## Colectividades/Movimentos
- Guisande Futebol Clube
- Associação Cultural de Guisande "O Despertar"
- Associação "Os Alegres e Divertidos da Feira" – Grupo de Concertinas
- Grupo de Jovens "Guisande Jovens"
- Grupo Coral Litúrgico de Guisande
- Catequese
- Grupo Solidário de Guisande
- Centro Social S.Mamede de Guisande
- Núcleo da L.I.A.M. (Liga Intensificadora de Acção Missionária)
- Fábrica da Igreja de Guisande

## Alguns apontamentos

### O Passado
Os mestres da língua alemã inclinam-se para a opinião que sustenta ser a palavra "Guisande" de origem visigótica. Datará, pois, Guisande da época em que os visigodos, de origem germânica, invadiram a Península Ibérica, a partir do século V.
O Eminente filólogo Dr. José Leite de Vasconcelos deu o seguinte parecer sobre a origem da palavra Guisande: « "Guisandus" nome de homem, de origem germânica e que significará "verdadeiro " no combate ». Primitivamente deveria ser "Guisandi villa".
Certo é que desde o século IX, há já muitas referências a Guisande – "Grisandi" – e às vilas que ali existiam, de que ainda hoje há vestígios: "Vila Fornos", "Cimo de Vila e até a vila que se chama Guisandi: (É necessário esclarecer que "villa" é um termo genérico e significa "Quinta", "prédio rústico", "casal", "granja", "herdade" e às vezes, a "villa" era um conjunto de prédios existentes no mesmo local ou aldeia.)
No reinado de D. Afonso II, logo no princípio, em 1211, foi determinado que as Igrejas não adquirissem, por título de compra, mais bens de raiz. Fizeram-se inquirições para verificar os títulos de propriedade do clero e dos nobres e aparece para os Mosteiros e ordens, em vários julgados do Porto, uma relação em que está incluída a freguesia de Guisande.
Dona Ermelinda Guterres, abadessa de Rio Tinto, fez doação ao mosteiro de Grijó dum casal, que herdou do seu pai, e que está situado na vila que se chama "Guisandi". A sentença das inquisições de 1288, dada em 1290, diz o seguinte: «A quintam que foi de Gotrim Perez e ora hé da Abadessa de Rio Tinto com toda essa aldeya de Guisandi…»
O titular de Guisande, ou seja, aquele sob cujo nome ou título foi fundada a Igreja, é S. Mamede, filho de S. Teodoro e de S. Rufina, descendentes de cavaleiros ilustres e de nobre linhagem. S. Mamede de Guisande sempre pertenceu à Comarca Eclesiástica da Feira que, há séculos, pertence à diocese do Porto.
Situada a 10 km da sede do Município, a Nordeste, Guisande confina, a norte, com Lobão e Gião, a nascente, com S. Vicente de Louredo, ao sul, com Duas Igrejas e Pigeiros e a poente com Caldas de S. Jorge e Lobão.
Dividia-se em duas partes: a mais elevada, que compreende os lugares do Viso, Cimo de Vila, Quintães, Outeiro, Estôse, Pereirada, Leira, Gândara e Igreja; a parte mais baixa compreende os restantes lugares: Reguengo, Barrosa, Fornos, Lama e Casaldaça.
A Igreja está bem situada numa zona central e, quem se coloca na sua frente, verá um anfiteatro que começa no Monte do Viso, sobe até o Outeiro e Monte da Mó e desce pela Quinta e Estôse.
Em 1586 foi feito um inventário dos casais que estavam obrigados aos "votos" (um "voto" consistia numa medida de pão e outra de vinho para cada jugo de bois) nos actuais municípios de Gaia, Feira e outros, onde Guisande vem mencionada. Eis os casais "voteiros" de Guisande: « O Casal da Barrosa que pagava um alqueire de centeio e um de milho, o Casal de Fornos, que pagava o mesmo; o casal de Trás-da-Igreja, o casal da Quitam, o casal de Estôse, o Casal de Outeiro, e o casal de Cimo de Outeiro. O total de 16 Alqueires»
Em 1687, no sínodo diocesano, foram ampliadas as faculdades para sacrário destinado à Eucaristia para os enfermos e consolação espiritual dos fiéis: «Ordenamos e mandamos que, em todas as Igrejas paroquiais que tiverem junto de si trinta vizinhos… haja decentes sacrários…»
No catálogo desta constituição vem a Comarca da Feira com 90 Igrejas paroquiais e a freguesia de Guisande aparece classificada com abadia com 86 fogos, 291 pessoas maiores e 46 menores
Passados alguns anos, a freguesia requereu a licença para o sacrário, nos seguintes termos: «Dizem os fregueses da paroquial Igreja de S. Mamede de Guisande consta de 90 fogos, com mais de 300 pessoas de comunhão e que na dita Igreja não existe o SS. Sacramento da Eucaristia. Nos casos de necessidade vão à Igreja de S. Tiago de Lobão, a qual por ficar em grande distância e ser mau caminho por motivo dos montes que estão em circuito pode acontecer falecerem alguns fregueses sem o SS. Viático pelo que querem os suplicantes obrigar-se a lâmpada perpétua e mais fábrica necessária na forma de constituição para terem o SS. Por Viático, porque também tem a dita Igreja mais de Trinta fogos como a mesma constituição dispõe:
"P. a V.Ilma lhes conceda licença para terem o SS. Por viático, fazendo primeiro a obrigação ordenada pelas constituições do Bispado." Foi dado despacho, nos seguintes termos: «Fazendo os suplicantes termo de sujeição e obrigando-se a fábrica às despesas e conservação do sacrário com toda a decência, daremos a licença que pedem, vista a informação que temos.» Lisboa, 18 de Agosto de 1696.
Pouco tempo depois, esse termo de sujeição e obrigação às condições impostas foi lavrado em Pigeiros, onde compareceu o competente escrivão.
Em 11 de Setembro desse mesmo ano, mandou Dr. Manuel da Silva França, Provisor do Bispado, que o visitador da Comarca da Feira verificasse o número de fogos de Guisande, distância de Lobão, sacrário, pálio, véu de ombros, custódia e outros objectos indispensáveis.
O Visitador visitou a freguesia, dando parecer favorável e, preenchidas outras formalidades, foi concedida a licença para a conservação do SS. Sacramento, em 6 de Outubro de 1696. Era pároco o Reverendo Valério Alves.
Nada se sabe sobre a primitiva Igreja de Guisande. Sabe-se que em 1686 se fizeram várias obras na capela-mor e nas duas sacristias. Há, no aro do Cruzeiro, a data de restauro. A torre data de 1764, do tempo do pároco Dr. Manuel Rodrigues da Silva – 1750 que, em notas enviadas para o "Dicionário Geográfico de Portugal", manuscrito existente na Torre do Tombo, dá a Guisande 126 vizinhos (fogos) e 398 pessoas. Diz ainda que, no terramoto de 1755, a Igreja não sofreu ruína considerável, embora caíssem pedaços de cal e, na residência, se abrissem brechas e fendas.
Consta que a freguesia de Guisande foi «muito apetecida e cobiçada até à lei da Separação – 1910, embora fosse pequeno o número de almas para salvar. Tinha bons campos, tapadas, juros de inscrições e ainda côngrua de ser tão apetecida.
O reverendo Manuel de Carvalho, de quem havia uma lápide no Cemitério, entretanto desaparecida, foi nomeado em 1710 e fundou a confraria de N. Srª. Do Rosário, em 1733, que ainda hoje se mantém viva e em actividade.
Escondida entre montes e pinheiros, parecendo um belo anfiteatro, Guisande lembra um solar antigo, cercado de grandes bens, em terrenos férteis e boas rendas, frequentado por convivas de boas classes: Cónegos, pessoas formadas, Sacerdotes de sangue azul…

### O Presente
Hoje, Guisande já não é o tal solar rico e apetecido de outros tempos, mas continua a ser uma terra simpática, pacata, sossegada e acolhedora, que sabe receber quem a visita.
Com uma área de 4,37 km² e 1237 habitantes, considera-se uma freguesia equilibrada. A agricultura há muito que deixou de ser a única forma de subsistência, sendo mais uma actividade secundária ou de complementaridade.
O tecido industrial é reduzido. Uma das grandes unidades implantadas no território, com projecção nacional liga à construção civil e obras públicas teve problemas de gestão e deles a insolvência que atirou para o desemprego largas dezenas de trabalhadores, muitos locais. As instalações, no lugar de Casaldaça, encontram-se ainda sem actividade de significado.
A freguesia está bem ordenada e equilibrada em termos urbanos. Durante muito tempo teve carência de espaços para construção mas com a actualização do Plano Director Municipal de Santa Maria da Feira abriram-se novas áreas de expansão, existindo já em oferta algumas parcelas destinadas à construção de habitação própria.
A nível de equipamentos desportivos  tem o indispensável, com um rinque polidesportivo, e um campo de futebol onde joga com regularidade uma equipa de atletas amadores. Desde há alguns anos que o clube local, o Guisande Futebol Clube deixou de ter actividade e de participar em provas federadas.
A nível cultural, a freguesia tem uma associação, "O Despertar", de ricos pergaminhos, com origens que remontam ao início dos anos de 1970, mas que tem passado por dificuldades de renovação directiva e assim quase sem actividade regular.
Em Guisande está sediada a associação "Os Alegres e Divertidos da Feira", um grupo de concertinas que por convívios, festas e romarias actuam com regularidade e interpretam música de cariz popular.
Na Habitação Social a freguesia dispõe de um edifício colectivo que alberga aproximadamente dezoito famílias, várias provenientes de fora do território.
Dispõe, de construção recente, de um Centro Cívico - Centro de Dia, da Associação do Centro Social S. Mamede de Guisande. O edifício resulta da ampliação e aproveitamento da Escola Primária do Viso, depois desta ter sido desactivada por insuficiência de alunos. Infelizmente, com a baixa de natalidade, a população escolar tem decrescido e os alunos concentrados noutros edifícios ou centros escolares de freguesias limítrofes. No parque escolar dispõe apenas de um Jardim de Infância (Fornos), mesmo assim com parte de alunos provenientes de outras freguesias.
Quanto a festividades populares, é realizada, todos os anos, no primeiro Domingo de Agosto, uma romaria em honra de Nossa Senhora da Boa Fortuna e Santo António no monte do Viso, junto à capela ali construída com data de 1869. É uma festa com prestigio e que atrai visitantes de todo o município de Santa Maria da Feira.

### Caracterização geográfica e patrimonial
Guisande, de norte para sul e de sul para norte tem como terras vizinhas as freguesias de Lobão, Gião, Louredo, Romariz, Pigeiros e Caldas de S. Jorge.
A freguesia de Guisande é marcada centralmente, e de sul para norte, pelo lindo vale onde corre a Ribeira da Mota, um afluente da margem esquerda do Rio Inha, por sua vez afluente do Rio Douro. O lado nascente desse deslumbrante vale é marcado pela encosta sul do Monte da Mó e do lado poente o terreno desenvolve-se com uma colina suave que se prolonga para poente até ao vale do Rio Uíma, já nas freguesias de Caldas de S. Jorge e Lobão.
Ao longo do vale da Ribeira da Mota, principal linha de água, localiza-se uma importante e extensa área de aptidão agrícola, composta por várzeas e lameiros. A freguesia possui também vastas zonas florestais, caracterizadas pelo pinheiro e eucalipto, mas também outras espécies como o carvalho, a acácia e o sobreiro.
A freguesia erA composta por 14 lugares, tradicionalmente distribuídos pela "Parte de Cima" (Igreja, Quintães, Viso, Cimo de Vila, Outeiro, Estôse, Pereirada Leira e Gândara) e "Parte de Baixo" (Casaldaça, Lama, Fornos, Barrosa e Reguengo).
Patrimonialmente o principal monumento histórico é a igreja matriz, dedicada a S. Mamede, e localiza-se, obviamente, no lugar da Igreja, também conhecido por Trás-da-Igreja, designação em desuso. Junto à matriz estão localizados o cemitério paroquial, a capela mortuária, o salão paroquial, a residência paroquial, o edifício sede da Junta de Freguesia (actualmente um pólo da União das Freguesias de Lobão, Gião, Louredo e Guisande) e ainda a escola primária da Igreja e Jardim de Infância (actualmente equipamentos desactivados).
A antiga Escola Primária do Viso, desactivada, foi ampliada e renovada para dar lugar ao Centro Cívico - Centro de Dia, da Associação do Centro Social S. Mamede de Guisande.
Outro monumento importante é a Capela do Viso, datada de 1869, situada no lindo Monte do Viso, dedicada a Nossa Senhora da Boa Fortuna e a Santo António. Dispõe de vistas longínquas para poente. Está enquadrada num belo espaço onde se situa o Calvário à sombra de um frondoso sobreiro (com cerca de 200 anos). 
Para além destes principais edifícios públicos e paroquiais, existe ainda a capelinha do Senhor do Bonfim, no lugar do Reguengo, na margem esquerda da ribeira da Mota.
A nível privado, de registar as casas antigas, geralmente ligadas a famílias importantes, no passado ou no presente, tais como a casa da Quintão, no lugar do Outeiro, a casa do Sr. Moreira, da família Costa e Silva, no lugar da Igreja, a casa do Loureiro, da família Sá, no lugar da Barrosa, a casa da família Almeida em Cimo de Vila, a casa dos Soutos, em Casaldaça, a casa do Bacelo, no lugar de Fornos, e outras mais que por um motivo ou outro têm alguma importância histórica e patrimonial.